# Список акронімів української мови (М)
Список акронімів української мови, які починаються з літери «М»:
- МААФ — Міжнародна асоціація легкоатлетичних федерацій
- МАГАТЕ — Міжнародне агентство з атомної енергії
- МАЗ — Мінський автомобільний завод
- МАК — Міждержавний авіаційний комітет
- МАКС — Міжнародний авіаційно-космічний салон
- МАМ — Мова алгебраїчного моделювання
- МАН — Мала академія наук України
- МАР — Міжнародна асоціація розвитку
- МАРСР — Марійська Автономна Радянська Соціалістична Республіка
- МАРСР — Молдавська Автономна Радянська Соціалістична Республіка
- МАРСР — Мордовська Автономна Радянська Соціалістична Республіка
- МАС — Міжнародний астрономічний союз
- МАУ — Міжнародна асоціація україністів
- МАУ — Міжнародні авіалінії України
- МАУП — Міжрегіональна академія управління персоналом
- МАФ — Мала архітектурна форма
- МАФ — Метилацетилен-аленова фракція
- МБ — Мегабайт
- МБП — Міжнародна біологічна програма
- МБР — Міжконтинентальна балістична ракета
- МБРР — Міжнародний банк реконструкції та розвитку
- МВРС — Моторвагонний рухомий склад
- МВС — Міністерство внутрішніх справ
- МВС СРСР — Міністерство внутрішніх справ СРСР
- МВФ — Міжнародний валютний фонд
- МГГС — Міжнародна геодезична і геофізична спілка
- МГЕ — Мала гірнича енциклопедія
- МГЕЗК — Міжурядова група експертів з питань змін клімату
- МГТС — Магістральна гідротранспортна система
- МДА — Магістр ділового адміністрування
- МДБ ПМР — Міністерство державної безпеки ПМР
- МДБ СРСР — Міністерство державної безпеки СРСР
- МДС — Мієлодиспластичні синдроми
- МДС — Міжнародний демократичний союз
- МДТУ — Московський державний технічний університет імені Баумана
- МДУ — Московський державний університет імені М. В. Ломоносова
- МЕК — Міжнародна електротехнічна комісія
- МЕЛМ — Мала електронна лічильна машина
- МЕМС — Мікроелектромеханічні системи
- МЕРТ — Міністерство економічного розвитку і торгівлі України
- МЗМ — Максимальна злітна маса
- МЗС — Міністерство закордонних справ
- МЗС РФ — Міністерство закордонних справ Російської Федерації
- МЗС СРСР — Міністерство закордонних справ СРСР
- МІП — Міністерство інформаційної політики України
- МІПСА — Міжнародний інститут прикладного системного аналізу
- МіРНК — Малі інтерферуючі рибонуклеїнові кислоти
- МІТ (англ. MIT: Massachusetts Institute of Technology) — Массачусетський технологічний інститут
- МКАД — Московська кільцева автомобільна дорога
- МКБН — Міжнародний кодекс ботанічної номенклатури
- МКГСС («Метр, кілограм-сила, секунда») — Технічна система одиниць
- МКЗН — Міжнародний кодекс зоологічної номенклатури
- МКПП — Механічна коробка перемикання передач
- МКС — Міжнародна космічна станція
- МКС — Міжнародний кримінальний суд
- МКС («Метр, кілограм, секунда») — Система одиниць
- МКФ — Міжнародна Кінологічна Федерація
- МКФ — Міжнародна класифікація функціонування, обмеження життєдіяльності та здоров'я
- МКХ — Міжнародний класифікатор хвороб
- МЛБ (англ. MLB: Major League Baseball) — професіональна бейсбольна ліга Північної Америки
- МЛС (англ. MLS: Major League Soccer) — професіональна футбольна ліга США і Канади
- ММА — Міжнародна мінералогічна асоціація
- ММХ — Мала Магелланова Хмара
- МНВ — Міжнародне нормалізоване відношення
- МНН — Міжнародна непатентована назва
- МНР — Монгольська Народна Республіка
- МНС — Міністерство надзвичайних ситуацій
- МО ЛКАО («Молекулярна орбіталь-лінійна комбінація атомних орбіталей») — квантово-хімічний метод розрахунку електронної структури молекул
- МО СРСР — Міністерство оборони СРСР
- МОДА — Миколаївська обласна державна адміністрація
- МОЗ — Міністерство охорони здоров'я України
- МОК — Міжнародний олімпійський комітет
- МОН — Міністерство освіти і науки України
- МОНМС — Міністерство освіти і науки, молоді та спорту України
- МОП — Міжнародна організація праці
- МОУ — Міністерство оборони України
- МП — Мікропроцесор
- МПА — М'ясо-пептонний агар
- МПВП — Муфта пружна втулково-пальцева
- МПГ — Метали платинової групи
- МПЗ — Морально-психологічне забезпечення
- МПК — Міжнародна патентна класифікація
- МПЛА (порт. MPLA: Movimento Popular de Libertação de Angola) — Народний рух за визволення Анголи
- МПМ — Максимальна посадкова маса
- МПС — Мембранний потенціал спокою
- МПС — Міжнародна платіжна система
- МПС — Мікропроцесорна система
- МРНК — Матрична рибонуклеїнова кислота
- МРСР — Молдавська Радянська Соціалістична Республіка
- МРТ — Магнітно-резонансна томографія
- МРЧ — Метод рою часток
- МС — Митний союз ЄАЕС
- МСА — Міжнародна спілка архітекторів
- МСА — Міжнародні стандарти аудиту
- МСАТ — Міжнародний союз автомобільного транспорту
- МСБ — Міжнародний союз біатлоністів
- МСЕ — Метод скінченних елементів
- МСЕ — Міжнародний союз електрозв'язку
- МСЕК — Медико-соціальна експертна комісія
- МСК — Московський час
- МСМ СРСР — Міністерство середнього машинобудування СРСР
- МСМК — Майстер спорту міжнародного класу
- МСОП — Міжнародний союз охорони природи
- МСП — Малі та середні підприємства
- МССБ — Міжнародні сили сприяння безпеці
- МСФЗ — Міжнародні стандарти фінансової звітності
- МтДНК — Мітохондріальна дезоксирибонуклеїнова кислота
- МТК — Міжнародні транспортні коридори
- МТКЮ — Міжнародний трибунал щодо колишньої Югославії
- МТС — Машинно-тракторна станція
- МТС («Метр, тонна, секунда») — Технічна система одиниць
- МФА — Міжнародний фонетичний алфавіт
- МФЖ — Міжнародна федерація журналістів
- МФК — Міжнародна фінансова корпорація
- МФТІ — Московський фізико-технічний інститут
- МХЛ — Молодіжна хокейна ліга
- МЦУІС — Міжнародний центр з урегулювання інвестиційних спорів
- МЧР — Механізм чистого розвитку
- МЧХ — Міжнародний рух Червоного Хреста і Червоного Півмісяця
- МШС — Міністерство шляхів сполучення
- МяРНК — Малі ядерні рибонуклеїнові кислоти